# Tanjung Duren Selatan
Tanjung Duren Selatan is een kelurahan in het onderdistrict Grogol Petamburan, Jakarta Barat in het westen in de provincie Jakarta, Indonesië. Tanjung Duren Selatan telt 29.032 inwoners (volkstelling 2010).